# Aéroport de Balkhach
L’aéroport de Balkhach (russe : аэропорт Балхаш) (code AITA : BXH, OACI : UAAH) est un aéroport desservant la ville de Balkhach au Kazakhstan.

## Situation
| \| 100 km1:25 028 000 \| Turkestan Aktaou Aktioubé Almaty Astana Atyraw Balkhach Chimkent Jezkazgan Kökşetaw Kostanaï Kyzylorda Öskemen Ourdchar Oucharal Oural Pavlodar Petropavl Sary-Arka Semeï Taldykourgan Taraz |
| 100 km1:25 028 000 |

## Compagnies et destinations

### Passagers
| Compagnies | Destinations                           |
| ---------- | -------------------------------------- |
| ZhezAir    | Almaty, Karaganda-Sary-Arka, Jezkazgan |

Édité le 06/03/2018